# 勒比阿
勒比阿（法語：Le Buat，法語發音：[lə bɥa]）是法国芒什省的一个旧市镇。1969年1月1日，勒比阿与市镇伊西尼合并为市镇伊西尼-勒比阿。

## 地理
勒比阿（48°38'6.44"N, 1°10'27.47"W）位于法国诺曼底大区芒什省，该省份为法国西北部沿海省份，西、北、东北三面环大西洋，东起顺时针与卡爾瓦多斯省、奧恩省、马耶讷省和伊勒-维莱讷省接壤。
勒比阿的时区为UTC+01:00、UTC+02:00（夏令时）。

## 行政
勒比阿的邮政编码为50540，INSEE市镇编码为50091。

## 人口
勒比阿于1968年3月1日时的人口数量为294人。